# Purdue University System
Das Purdue University System ist ein Verbund staatlicher Universitäten in Indiana. Derzeit studieren an den Hochschulen des Systems mehr als 68.000 Studenten. 

## Standorte
- Purdue University West Lafayette
- Purdue University Fort Wayne (PFW)
- Purdue University in Indianapolis
- Purdue University Northwest (PNW)
- Purdue University College of Technology at Anderson
- Purdue University College of Technology at Columbus
- Purdue University College of Technology at Indianapolis
- Purdue University College of Technology at Kokomo
- Purdue University College of Technology at Muncie
- Purdue University College of Technology at New Albany
- Purdue University College of Technology at Richmond
- Purdue University College of Technology at South Bend Elkhart
- Purdue University College of Technology at Versailles